# Comitatul Armagh
Armagh (irlandeză Contae Ard Mhacha) este unul dintre cele șase comitate ale Irlandei ce formează Irlanda de Nord.